# Посольство Украины в Ливии
Посольство Украины в Ливии — дипломатическое представительство Украины в Ливии. Из-за конфликта внутри Ливии (2014—2020) перенесено в Республику Тунис. 

## История
Посольство Украины в Ливии было основано в 1999 году, через семь лет после установления дипломатических отношений. После свержения режима Муаммара Каддафи в стране начались постоянные вооруженные конфликты, из-за чего в целях безопасности было принято решение временно перенести посольство Украины в Тунис. Несмотря на вооруженный конфликт в Ливии (с 2014 по 2020 год), посольство Украины находится в постоянном контакте с официальным правительством Ливии. 

## Деятельность
Посольство выполняет обязательство по контролю над выполнением различных договоров с обеих сторон. Представительство предоставляет возможность получения визы для въезда в Украину. Также действует оперативная служба в случаи гибели или проблем граждан Украины в стране.

## Руководители дипломатических миссий в Ливии
- Рыбак Алексей Николаевич (21 октября 1999[1] — 31 марта 2006[2])
- Латий Геннадий Георгиевич (22 мая 2006[3] — 12 мая 2010[4])
- Нагорный Николай Викторович (16 июля 2010[5] — 15 июня 2020[6])
- Сироштан Александр Андреевич (2020—2021) временный поверенный
- Хоманец Владимир Анатольевич (с 15 ноября 2021[7])